# Stanisław Szczepaniak
Stanisław Szczepaniak (ur. 17 sierpnia 1934 w Kościelisku, zm. 21 czerwca 2015 tamże) – polski biathlonista, trzykrotny medalista mistrzostw świata, olimpijczyk.

## Kariera
Trzykrotnie stawał na podium mistrzostw świata. Podczas mistrzostw w Elverum w 1965 roku zdobył brązowy medal w konkurencji drużynowej, startując razem z Józefem Rubisiem oraz Józefem Gąsienicą-Sobczakiem. Rok później, na mistrzostwach świata w Garmisch-Partenkirchen, wywalczył srebrny medal w sztafecie, wspólnie z Józefem Gąsienicą-Sobczakiem, Stanisławem Łukaszczykiem oraz Józefem Rubisiem. Ponadto na mistrzostwach świata w Altenbergu w 1967 roku zdobył srebrny medal w biegu indywidualnym. W zawodach tych rozdzielił na podium Wiktora Mamatowa z ZSRR i Norwega Jona Istada.
W 1964 roku wystąpił na igrzyskach olimpijskich w Innsbrucku, gdzie w biegu indywidualnym zajął 18. miejsce. Na rozgrywanych cztery lata później igrzyskach w Grenoble zarówno w biegu indywidualnym jak i sztafecie zajął czwarte miejsce. W pierwszej z tych konkurencji walkę o podium przegrał z Władimirem Gundarcewem z ZSRR. Podczas tej imprezy był chorążym reprezentacji Polski.
Był sołtysem wsi Murzasichle. Wraz z żoną Krystyną miał czwórkę dzieci: Andrzeja, Marię, Janinę i Krzysztofa.

## Osiągnięcia

### Igrzyska olimpijskie
| Rok  | Miejscowość | Konkurencje | Konkurencje | Konkurencje | Konkurencje | Konkurencje | Konkurencje | Konkurencje |
| Rok  | Miejscowość | IN          | SP          | PU          | MS          | RL          | MR          | SR          |
| ---- | ----------- | ----------- | ----------- | ----------- | ----------- | ----------- | ----------- | ----------- |
| 1964 | Innsbruck   | 18.         | nd.         | nd.         | nd.         | nd.         | nd.         | –           |
| 1968 | Grenoble    | 4.          | nd.         | nd.         | nd.         | 4.          | nd.         | –           |

### Mistrzostwa świata
| Rok  | Miejscowość            | Konkurencje | Konkurencje | Konkurencje | Konkurencje | Konkurencje | Konkurencje | Konkurencje |
| Rok  | Miejscowość            | IN          | SP          | PU          | MS          | RL          | MR          | SR          |
| ---- | ---------------------- | ----------- | ----------- | ----------- | ----------- | ----------- | ----------- | ----------- |
| 1958 | Saalfelden             | 11.         | nd.         | nd.         | nd.         | 4.          | nd.         | –           |
| 1962 | Hämeenlinna            | 16.         | nd.         | nd.         | nd.         | 6.          | nd.         | –           |
| 1963 | Seefeld                | 19.         | nd.         | nd.         | nd.         | 5.          | nd.         | –           |
| 1965 | Elverum                | 10.         | nd.         | nd.         | nd.         | 3.          | nd.         | –           |
| 1966 | Garmisch-Partenkirchen | 7.          | nd.         | nd.         | nd.         | 2.          | nd.         | –           |
| 1967 | Altenberg              | 2.          | nd.         | nd.         | nd.         | –           | nd.         | –           |
| 1969 | Zakopane               | 46.         | nd.         | nd.         | nd.         | 6.          | nd.         | –           |